# Panzerdraisine Tatra T18
Die Panzerdraisine Tatra T18 war eine bewaffnete und gepanzerte Draisine der Tschechoslowakei aus der Zwischenkriegszeit.

## Geschichte
1925 wurde bei Ringhoffer-Tatra eine gepanzerte Draisine entworfen. Das Fahrzeug basierte auf der Basis einer Transportdraisine vom Typ T14. Der erste Prototyp des Fahrwerkes wurde am 17. Februar 1925 vorgestellt. Im Sommer 1925 stellte man den gepanzerten Aufbau vor, welcher vorne und hinten noch abgerundet war. Diese Rundungen wurden aber durch verbesserte Techniken abgeschafft und durch aerodynamischere Ecken und Formen ersetzt.

## Technische Daten
Die zweiachsige Panzerdraisine Tatra T18 bestand aus mehreren Hauptteilen. Diese waren das Fahrgestell mit Motor und Getriebesystem, die Panzerkarosserie, die Bewaffnung, die Elektrik und die Zusatzgeräte.
Der Fahrgestellrahmen bestand aus stählernen C-Profilen und trug den luftgekühlten Ottomotor mit 12 PS, welcher auch im Tatra 11 verwendet wurde. Dieser Motor war mit einem mechanischen Getriebe verbunden, welches ebenfalls auf dem Fahrgestellrahmen lag. Die Antriebskraft wurde auf beide Achsen übertragen. Die Radsätze wurden mit Schraubenfedern befestigt und konnten dadurch einen kleinen Teil der auftretenden Stöße abfangen. Weiterhin verfügten die Radsätze über Backenbremsen welche mechanisch über ein Pedal oder einen Handhebel bedient werden konnten. Wenn die Räder bei einer Vollbremsung blockierten, öffneten sich Sandfänger um die Bremswirkung zu erhöhen.
Auf dem Fahrgestell ruhte ein gepanzerter Aufbau. Dieser sollte die Besatzung und Bedienelemente der Panzerdraisine vor Kleinkaliberwaffen schützen. Die Panzerung bestand aus 8 mm dicken Stahlblechen. Die Bleche wurden mit Nieten am Rahmen befestigt. Der Boden der Panzerdraisine bestand aus einer 5 mm dicken Panzerplatte. Auf der Dach-Panzerplatte befand sich eine runde Aussparung mit einem Wälzlager für einen zylindrischen Geschützturm. Dieser war mit zwei Maschinengewehrhalterungen ausgestattet. Um sich gegen feindliche Flugzeug zur Wehr setzen zu können, befand sich in der Turmabdeckung eine spezielle Blende. An den Seiten des Turms befanden sich mit Bolzen verschlossene Beobachtungslöcher. Die Bewaffnung bestand aus zwei wassergekühlten 7,92 mm Maxim-Maschinengewehren, welche nebeneinander montiert waren. Einige Fahrzeuge waren mit Maschinengewehren vom Typ Hotchkiss M1914 ausgerüstet.
Das elektrische System verfügte über eine Nennspannung von 6 Volt. Es umfasste eine Batterie mit einer Kapazität von 100 Ampere, einen Bosch-Generator, einen Bosch-Starter, sowie interne und externe Beleuchtungslampen. Über eine Kupplung konnte die Panzerdraisine mit anderen Fahrzeugen gleicher Art verbunden werden. Zudem verfügte die Panzerdraisine über eine spezielle Vorrichtung, welche es ihr ermöglichte, zwischen zwei parallelen Gleisen zu wechseln.
Die Besatzung der Panzerdraisine Tatra T18 bestand aus drei Personen, zwei Fahrern und einem Kommandanten. Dadurch war es möglich, in beide Richtungen zu fahren, ohne dass der Fahrer den Platz wechseln musste. Der Kommandant war gleichzeitig Richtschütze. Ein Plan der polnischen Armee, die Besatzung auf fünf Personen zu erhöhen, wurde aus Platzgründen nicht umgesetzt.

## Einsatz

### Polnische Armee

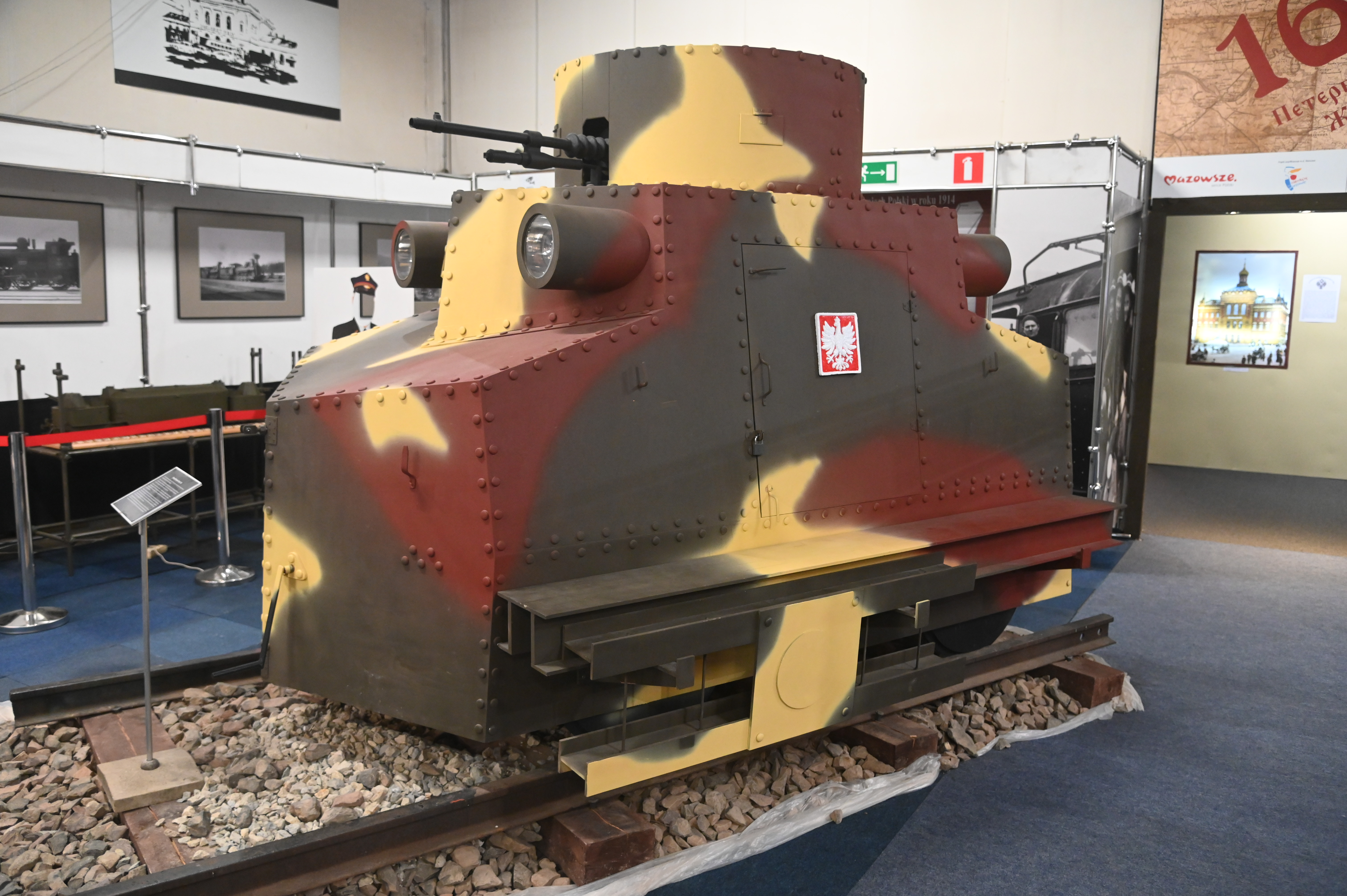
Nachbau einer polnischen Tatra T18 im Bahnhofsmuseum in Warschau

Die Bestellungen für die ersten gepanzerten Draisinen der polnischen Armee wurden am 5. September 1925 aufgegeben. Über ein Jahr später, im November 1926, wurden diese Fahrzeuge geliefert. Es handelte sich um sechs Panzerdraisinen Tatra T18 (polnisch: Drezyny Tatra T18) mit den Werksnummern 5545 bis 5550.
Bis Januar 1927 wurden umfangreiche Test im Panzerzug-Ausbildungsgeschwader in Jabłonna durchgeführt. Dabei stellte sich heraus, das der Kauf dieser Fahrzeuge nicht sinnvoll war. Der Grund hierfür war der Motor. Dieser war für die schwere Panzerdraisine zu schwach. Die Beschleunigung war zu gering und mit einer Höchstgeschwindigkeit von 45 km/h auf der Ebene war das Fahrzeug zu langsam. Den Motor austauschen konnte man nicht, da das Fahrgestell nur für diesen vorgesehen war. Zusätzlich zu den kompletten Panzerdraisinen wurden am 4. April 1927 neun Fahrgestelle bestellt. Der Preis für ein Chassis betrug zur damaligen Zeit 1980 Dollar. Die gepanzerten Aufbauten wurden bei der polnischen Firma CWS (Centralne Warszaty Samochodowne) hergestellt.
Aus diesem Grund kaufte die polnische Armee keine weiteren Fahrzeuge, nutzte die vorhandenen allerdings weiter. Zwar versuchte man, den Kampfwert des Fahrzeuges zu steigern, beendete diese Arbeiten jedoch recht schnell. Man stellte fest, dass eine kleine Veränderung der Panzerung sich negativ auf das Fahrgestell und somit auch das Fahrzeug auswirkte. Die vorhandenen Fahrzeuge wurden auf die Panzerzugstaffeln in Jabłonna und Niepołomice aufgeteilt. Nachdem Draisinenfahrgestelle für den Panzer Renault FT und die Tankette TKS gebaut wurden, verschwanden die Panzerdraisinen in die Mobilisierungsreserven.
Im September 1939 wurden vier Panzerdraisinen Tatra T18 dem Panzerzug Generał Sosnkowski zugeteilt, die restlichen zwei dem Panzerzug Śmierć. Durch den Einmarsch der Wehrmacht in Polen erbeutete diese mehrere intakte Fahrzeuge.

### Tschechoslowakische Armee

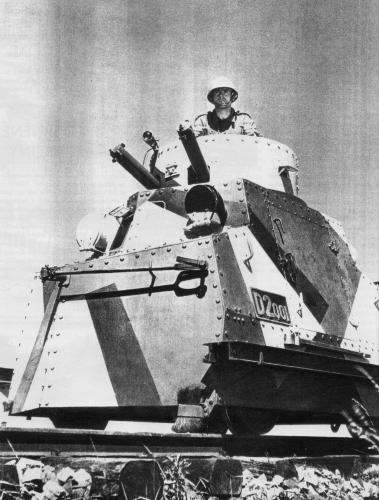
Die tschechoslowakische pancéřová drezina Tatra T18

Am 30. Dezember 1926 kaufte die tschechoslowakische Armee ein Exemplar einer Panzerdraisine Tatra T18 (tschechoslowakisch: pancéřová drezina Tatra T18). Das Fahrzeug mit der Werksnummer 7077 wurde im Sommer 1927 ausgeliefert. Nach dem Erhalt wurde die Panzerdraisine als Versuchs- und Erprobungsfahrzeug einer Panzerzugeinheit zugeteilt, welche im zentralen Ausbildungszentrum für Panzerverbände in Milovice stationiert war. Am 15. März 1939 wurde diese Panzerdraisine, zusammen mit anderem gepanzerten Gerät, von der einmarschierten Wehrmacht übernommen und in dessen Bestand überführt.

### Wehrmacht
Die Wehrmacht nutzte von den erbeuteten Fahrzeugen nur eines weiter. Von 1940 bis 1941 wurde sie beim Panzerzug 7 und von 1941 bis 1942 beim Panzerzug 1 eingesetzt. Hierbei handelte es sich um die in der Tschechoslowakei erbeutete Panzerdraisine Tatra T18. Um den Kampfwert zu steigern, ergänzte die Wehrmacht die Panzerung mit weiteren Panzerplatten vorn und an den Seiten. Zusätzlich wurde ein Funkgerät eingebaut. Um das dadurch erhöhte Gewicht zu verringern, wurde die Technik zum Wechseln auf ein paralleles Gleis entfernt. Die seitlichen Gleisabschnitte, welche auch als Trittbretter dienten, wurden durch einfachere und leichtere Holzplanken ersetzt. Die Waffen wurden entfernt. Was aus den anderen Panzerdraisinen wurde, ist unbekannt.